# Đinh Bộ Lĩnh
Đinh Bộ Lĩnh, vietnamski cesar, * 924, † 979 je bil ustanovitelj Vietnamskega cesarstva in njegov prvi cesar. Njegov vladni naslov je bil Đinh Tiên Hoàng (kitajsko: 丁先皇).
Ustanovil je dinastijo Đinh po razglasitvi neodvisnosti od kitajske dinastije Južni Han. Bil je pomembna osebnost pri vzpostavitvi vietnamske neodvisnosti in politične enotnosti v 10. stoletju. Vietnam je združil tako, da je premagal dvanajst uporniških vojskovodij in postal prvi vietnamski cesar. Po svojem vzponu je državo preimenoval v Đại Cồ Việt. Đinh Bộ Lĩnh je bil znan tudi kot Đinh Tiên Hoàng (丁先皇; dobesedno »nekdanji cesar Đinh«).

## Življenje in kariera
Đinh Bộ Lĩnh se je rodil leta 924 v Hoa Lư (južno od delte Rdeče reke, v današnji provinci Ninh Bình. Đinh Bộ Lĩnh, ki je odraščal v lokalni vasi med razpadom kitajske dinastije Tang, ki je stoletja dominirala v Vietnamu, je zelo mlad postal lokalni vojaški voditelj. Iz tega nemirnega obdobja je nastala prva neodvisna vietnamska država, ko je vojskovodja Ngô Quyền premagal sile južnega Hana v prvi bitki pri reki Bạch Đằng leta 938. Vendar je bila dinastija Ngô šibka in ni mogla učinkovito združiti Vietnama. Soočen z domačo anarhijo, ki jo je povzročilo tekmovanje dvanajstih fevdalnih vojskovodij za nadzor nad državo, pa tudi z zunanjo grožnjo, ki jo je predstavljal Južni Han, ki se je imel za dediča starodavnega kraljestva Nan Yue, ki ni obsegalo le južne Kitajske ampak tudi regijo Bac Bo v severnem Vietnamu, je Đinh Bộ Lĩnh iskal strategijo za politično poenotenje Vietnamcev. Po smrti zadnjega kralja Ngôja leta 965 je prevzel oblast in ustanovil novo kraljestvo, katerega glavno mesto je bilo v njegovem domačem okrožju Hoa Lư. Da bi dokazal svojo legitimnost v primerjavi s prejšnjo dinastijo, se je poročil z žensko iz družine Ngô.
V prvih letih svojega vladanja je bil Đinh Bộ Lĩnh še posebej previden, da bi se izognil nasprotovanju Južnega Hana. Leta 968 pa je naredil provokativen korak in sprejel naslov cesarja (Hoàng Đế) in s tem razglasil svojo neodvisnost od kitajskega vrhovnega gospostva. Ustanovil je dinastijo Đinh in svoje kraljestvo imenoval Đại Cồ Việt. Vendar se je njegov pogled spremenil, ko je mogočna dinastija Song leta 971 priključila južni Han. Leta 972 se je Đinh Bộ Lĩnh privoščil Song tako, da je poslal v poklon misijo, da bi pokazal svojo zvestobo kitajskemu cesarju. Cesar Taizu iz dinastije Song je pozneje priznal vietnamskega vladarja kot Giao Chỉ Quận Vương (kralj Giao Chija), naslov, ki je izražal teoretično razmerje vazalstva v podrejenosti cesarstvu. Đinh Bộ Lĩnh, ki se je dobro zavedal Songove vojaške moči in si želel zaščititi neodvisnost svoje države, je pridobil sporazum o nenapadanju v zameno za dajatve, ki jih je kitajskemu dvoru plačal vsaka tri leta.

## Odnosi s tujino
Poleg urejanja odnosov s Kitajsko je Đinh Bộ Lĩnh energično reformiral upravo in oborožene sile Vietnama, da bi utrdil temelje nove države. Ustanovil je kraljevo sodišče in hierarhijo državnih in vojaških uslužbencev. Đinh Bộ Lĩnh je uvedel tudi strog pravosodni sistem, v katerem je bila izdaja kaznovana s kuhanjem v sodu z vrelim oljem ali s krmljenjem tigra v kletki, da bi zagotovila odvračanje vseh, ki so ogrožali nov red v kraljestvu.

## Smrt
Vendar pa Đinh Bộ Lĩnhova vladavina ni trajala dolgo. Leta 979 je uradnik palače, navdihnjen s sanjami, ubil Đinh Bộ Lĩnha in njegovega najstarejšega sina Đinh Liễna, medtem ko sta spala na dvorišču palače. Morilca je general Nguyễn Bặc hitro prijel in usmrtil. Bộ Lĩnha je nasledil njegov šestletni preživeli sin Dinh Phe De.
Dinastija Song je želela izkoristiti turbulentne razmere v Đại Cồ Việtu, da bi ponovno vzpostavila kitajski nadzor nad državo in je poslala vojsko v Vietnam. V tej krizi je Lê Hoàn, vrhovni poveljnik Đinh Bộ Lĩnhove vojske, stopil v vakuum oblasti, zrinil mladega cesarja, odstranil svoje nasprotnike na dvoru in vstopil v nezakonite odnose z vdovo cesarico Dương Vân Nga. Lê Hoàn je premagal invazijo sinastije Song, se razglasil za cesarja in ustanovil zgodnjo dinastijo Lê. Državo je še naprej imenoval Đại Cồ Việt.